# Eugen Prym
Eugen Prym, född den 15 december 1843 i Düren, död den 6 maj 1913 i Bonn, var en tysk orientalist och universitetslärare i arabiska och arameiska, bror till matematikern Friedrich Prym.
Prym studerade jämförande språkvetenskap och orientaliska språk vid universiteten i Berlin, Leipzig och Bonn. Med dissertationen de enuntiationibus relativis semiticis, som lades fram för Johann Gildemeister vid universitetet i Bonn avslutade Prym 1868 sina studier.
Efter ett kort studieuppehåll i Oxford, London och Paris företog Prym med orientalisten Albert Socin en 18 månaders studieresa till Egypten och Syrien. Där samlade de in ett omfattande material, som publicerades i flera band. Även Pryms omedelbart efter studieresan författade habilitationsarbete, som han lade fram 1870 i Bonn, byggde  på dessa omfångsrika samlingar.
Prym blev kvar i Bonn, där han 1875 utnämndes till extra ordinarie och 1890 till ordinarie professor. Han avböjde en kallelse till universitetet i Tübingen. Vid sidan av sitt huvudområde semitiska språk gav Prym även föreläsningar i sanskrit och persiska. 
Därutöver tillhörde han en grupp forskare, som under ledning av Michael Jan de Goeje åren 1879-1901 i Leiden framställde en ny version av samlingsverket At-Tabarīs annaler. Prym svarade för de sista 1460 sidorna av den första serien. 
Slutligen såg Prym 1907 till, att det omfångsrika bibliotek, som hans vän och kollega i Bonn Theodor Aufrecht efterlämnade, och som Prym efter dennes död erbjöds att ta över, som gåva tillföll Bonns universitet. Plötsligt och oväntat avled han  några år senare vid närmare 70 årts ålder.